# 内卡泰尔芬根
内卡泰尔芬根（德語：Neckartailfingen）是德国巴登-符腾堡州的一个市镇。总面积8.26平方公里，总人口3719人，其中男性1844人，女性1875人（2011年12月31日），人口密度450人/平方公里。